# Saint-Romain (Vienne)
Saint-Romain település Franciaországban, Vienne megyében. Lakosainak száma 390 fő (2022. január 1.). Saint-Romain Champniers, La Chapelle-Bâton, Château-Garnier, Romagne és Sommières-du-Clain községekkel határos.

## Népesség
A település népessége az elmúlt években az alábbi módon változott:
| Lakosok száma | 416  | 395  | 406  | 396  | 395  | 394  | 393  | 393  | 390  |
|               | 2013 | 2015 | 2016 | 2017 | 2018 | 2019 | 2020 | 2021 | 2022 |